# Tecoluta
Tecoluta är en ort i Mexiko.   Den ligger i kommunen Yahualica de González Gallo och delstaten Jalisco, i den centrala delen av landet, 400 km väster om huvudstaden Mexico City. Tecoluta ligger 1 806 meter över havet och antalet invånare är 337.
Terrängen runt Tecoluta är kuperad norrut, men söderut är den platt. Terrängen runt Tecoluta sluttar österut. Runt Tecoluta är det ganska glesbefolkat, med 47 invånare per kvadratkilometer. Närmaste större samhälle är Yahualica de González Gallo, 1,7 km väster om Tecoluta. I omgivningarna runt Tecoluta växer huvudsakligen savannskog.